# Pizzo Varrone
Il Pizzo Varrone (2 325 m s.l.m.) è una montagna delle Alpi Orobie, situata in Lombardia, in Provincia di Lecco. Rappresenta una meta apprezzata da escursionisti e alpinisti, grazie alla sua posizione panoramica e alla rete di sentieri che attraversano la zona.

## Geografia
Il Pizzo Varrone si trova nella parte occidentale delle Alpi Orobie, nel Gruppo del Legnone. La sua vetta raggiunge i 2 325 metri, mentre la prominenza topografica del monte è di 73 metri.

## Leonardo da Vinci e il Pizzo Varrone
La montagna è stata raffigurata da Leonardo da Vinci in uno dei suoi disegni conservati nel Codice Windsor, al foglio 12410.

## Rifugi
I rifugi principali utilizzati come base per le escursioni al Pizzo Varrone sono:
- Rifugio Casera Vecchia di Varrone (1 627 m s.l.m.)
- Rifugio Alberto Grassi (1 987 m s.l.m.)